# Uniunea Salvați Basarabia
Uniunea Salvați Basarabia (frecvent abreviat USB), cunoscut anterior ca Mișcarea Acțiunea Europeană este un partid politic din Republica Moldova, constituit în urma congresului desfășurat la 22 octombrie 2006, relansat la 21 iulie 2019 ca partid unionist. 
Între 2006 și 2010, președintele MAE a fost Anatol Petrencu. Următorul președinte a fost Veaceslav Untilă, ales în urma congresului extraordinar din 24 ianuarie 2010. În martie 2011, al cincilea congres extraordinar al MAE a decis autodizolvarea formațiunii și fuzionarea cu Partidul Liberal.  În iulie 2019, Mișcarea Acțiunea Europeană își schimbă denumirea în Partidul Uniunea Salvați Basarabia (USB) și îl alege pe Valeriu Munteanu în calitate de președinte al formațiunii.

## Orientare și platformă electorală
Conform statutului Partidului Uniunea Salvați Basarabia, partidul are drept scop politic principal unirea Republicii Moldova cu România. 
Doctrina USB se va baza pe trei repere fundamentale:
- identitatea (apartenența etno-lingvistică la Națiunea Română);
- familia (familia tradițională);
- credința (credința creștin ortodoxă).[5]

## Alegeri și campanii electorale
MAE nu a participat până în 2009 la niciun scrutin electoral. Primele alegeri la care s-a înscris sunt cele parlamentare din aprilie 2009. Sloganul Mișcării Acțiunea Europeană în alegerile din aprilie 2009 a fost „Moldova fără corupție”. Cu ocazia alegerilor, MAE și-a realizat propriul imn.
Ulterior, cu ocazia alegerilor parlamentare anticipate din iulie 2009, MAE a susținut partidele democratice anticomuniste, printr-o campanie cu tema: “Jos Comunismul!” și s-a retras din alegeri înainte de ziua scrutinului.
La ultimele alegeri parlamentare la care a participat, din 28 noiembrie 2010, Mișcarea Acțiunea Europeană a acumulat 1,22% din voturile exprimate în cadrul scrutinului și nu a acces în Parlament, deoarece nu a depășit pragul electoral de 4%. Sloganul campaniei sale electorale a fost "Mai multe fapte, mai puțină politică".